# بورتون وادزورث جونز
بورتون وادزورث جونز (بالإنجليزية: Burton Wadsworth Jones)‏ هو رياضياتي أمريكي، ولد في 1 أكتوبر 1902 في ريدوود فولز في الولايات المتحدة، وتوفي في 8 ديسمبر 1983 في ويليسلي (ماساتشوستس) في الولايات المتحدة.